# Casinaria plusiae
Casinaria plusiae là một loài tò vò trong họ Ichneumonidae.